# Gabrce
Gabrce je naselje u slovenskoj Općini Rogaškoj Slatini. Gabrce se nalazi u pokrajini Štajerskoj i statističkoj regiji Savinjskoj. 

## Stanovništvo
Prema popisu stanovništva iz 2002. godine naselje je imalo 54 stanovnika.